# 신참 아재 모험가, 최강 파티에서 죽을 정도로 단련해서 무적이 된다
신참 아재 모험가, 최강 파티에서 죽을 정도로 단련해서 무적이 된다(일본어: 新米オッサン冒険者、最強パーティに死ぬほど鍛えられて無敵になる。, Shinmai Ossan Bōkensha, Saikyō Party ni Shinu Hodo Kitaerarete Muteki ni Naru)는 일본의 판타지 라이트 노벨 시리즈로 키시마 키라쿠가 글을 쓰고 티(Tea)가 그림을 그렸다. 사용자 제작 소설 출판 웹사이트인 소설가가 되자에서 온라인 연재를 시작했고, 2018년 6월에 카쿠요무(Kakuyomu) 웹사이트로 이전했다. 이후 HL 노벨스의 각인으로 2018년 12월부터 13권을 출판한 하비 재팬(Hobby Japan)에 인수되었다. 켄 오기노의 예술을 적용한 만화 각색은 2019년 11월부터 하비 재팬의 코믹 파이어 웹사이트를 통해 온라인으로 연재되었으며 단행본 9권으로 수집되었다. 유메타 컴퍼니가 제작한 애니메이션 TV 시리즈는 2024년 7월에 첫 방송될 예정이다.